# The Commissioner
Pour plus de détails, voir Fiche technique et Distribution.
The Commissioner est un film en coproduction internationationale réalisé par George Sluizer, sorti en 1998.

## Synopsis
Un politicien britannique tombé en disgrâce devient commissaire européen. Il est mis au courant par des lettres anonymes d'un grand système de corruption. Malgré son histoire personnelle, il décide de le combattre.

## Fiche technique
- Titre : The Commissioner
- Réalisation : George Sluizer
- Scénario : Christina Kallas et George Sluizer d'après le roman de Stanley Johnson
- Musique : Loek Dikker
- Photographie : Bruno de Keyzer et Witold Stok
- Montage : Denise Vindevogel
- Production : Luciano Gloor et Christina Kallas
- Société de production : Metropolis Filmproduction, New Era Vision, Saga Film et Canal+
- Pays :  Belgique,  Allemagne,  Royaume-Uni,  États-Unis et  France
- Genre : drame et thriller
- Durée : 108 minutes
- Dates de sortie : 
  -  Allemagne : 22 février 1998

## Distribution
- John Hurt : James Morton
- Rosana Pastor : Helena Moguentes
- Alice Krige : Isabelle Morton
- Armin Mueller-Stahl : Hans Koenig
- Johan Leysen : Horst Kramer
- Simon Chandler : Peter Simpson
- David Morrissey : Murray Lomax
- James Faulkner : Gordon Cartwright
- Alan MacNaughtan : Karl Ritter
- Bill Bolender : Arthur Groom
- Julian Wadham : le premier ministre
- Adrian Brine : le président de la cour

## Distinctions
Le film a été présenté en sélection officielle en compétition lors de Berlinale 1998.